# Spökkantnål
Spökkantnål (Solenostromus paradoxus), ibland även kallad spökflikfisk, är en liten fisk med en längd på upp till 12 centimeter och en vikt omkring 30 g som lever vid korallrev i Indiska oceanen och västra Stilla havet, från Röda havet och vattnen utanför östra Afrika till Fiji och vattnet utför södra Japan, Australien och Nya Kaledonien.

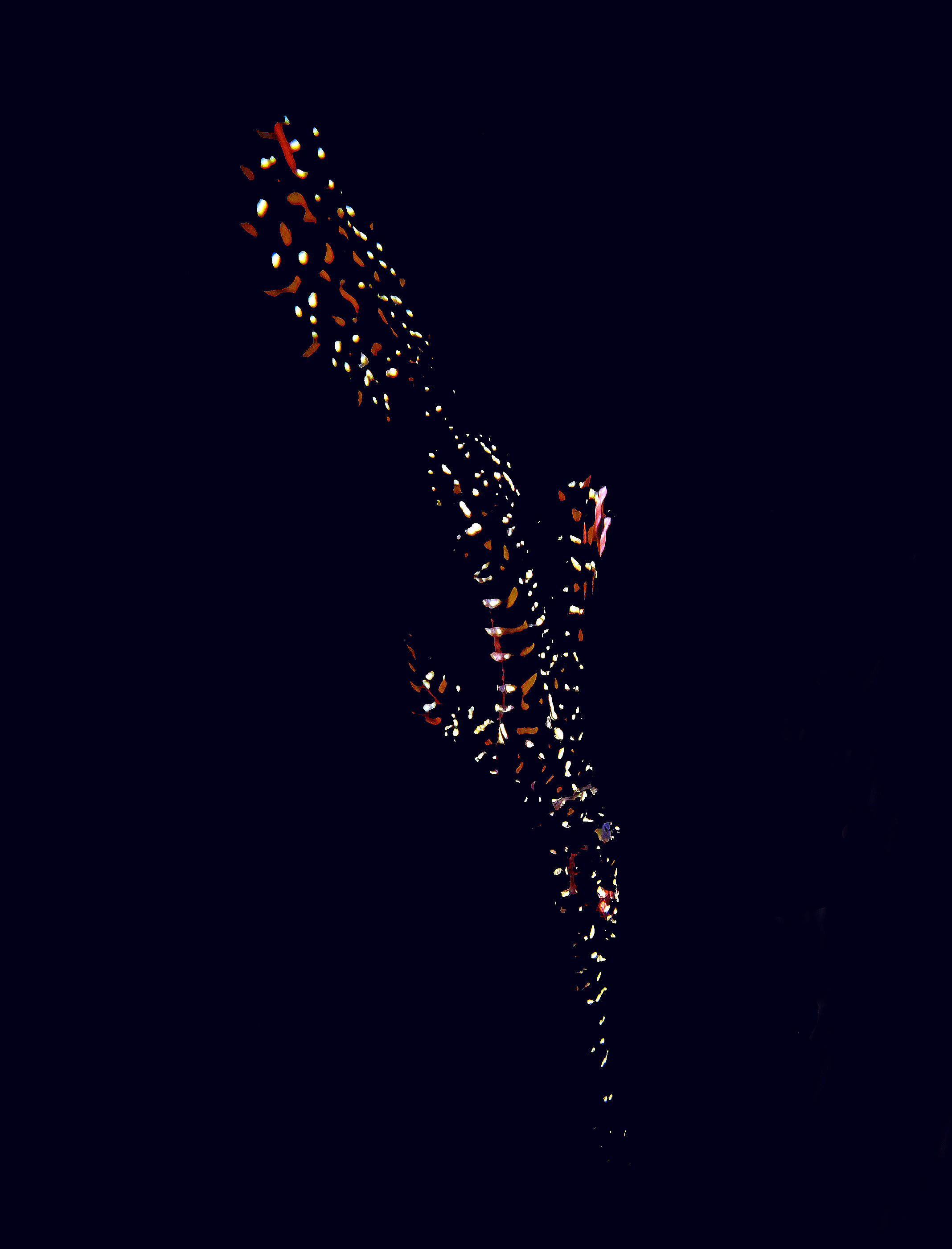
En dykande spökkantnål

Fisken har en långsmal och gracil kropp täckt av flikiga utväxter. Färgen varierar från röd, gulaktig eller svart till nästan genomskinlig, oftast i ett mönster bestående av både band och fläckar. 
I huden finns benplattor och därför sker rörelser endast med hjälp av fenorna. Honor lägger ägg. De får värme av de vuxna djuren tills de kläcks.
Födan består till stor del av bottenlevande räkor och pungräkor. Honan bär äggen med sig med hjälp av speciellt anpassade bakre fenor.
Fisken har inget kommersiellt intresse för fisket, men hålls i akvarium för sitt speciella utseende.